# Frank O'Mara
Frank O'Mara (Limerick, 17 luglio 1960) è un ex mezzofondista irlandese.

## Palmarès

### Mondiali indoor
- 2 medaglie:
  - 2 ori (Indianapolis 1987 nei 3000 metri piani; Siviglia 1991 nei 3000 metri piani)

## Altre competizioni internazionali
1987
- Bronzo ai Bislett Games ( Oslo), 5000 m piani - 13'13"02

1989
- Argento ai Bislett Games ( Oslo), 3000 m piani - 7'44"56

1990
- Argento all'Athletissima ( Losanna), 5000 m piani - 13'33"37

1991
- Oro alla Carlsbad 5000 ( Carlsbad), 5 km - 13'35"

1992
- Bronzo al DN Galan ( Stoccolma), 5000 m piani - 13'18"01
- 9° alla Carlsbad 5000 ( Carlsbad), 5 km - 13'45"

1994
- 9º al DN Galan ( Stoccolma), 5000 m piani - 13'38"62
- 5º all'Athletissima ( Losanna), 3000 m piani - 7'45"74
- 10° alla Carlsbad 5000 ( Carlsbad), 5 km - 13'43"